# 熱海怪獣映画祭
熱海怪獣映画祭（あたみかいじゅうえいがさい）は、2018年から熱海市内で開催されている映画祭。2回から一般社団法人熱海怪獣映画祭が主催する。
2018年開催された熱海国際映画祭とは異なる主催者。

## 概要
「熱海を怪獣の聖地に」をスローガンに掲げる映画祭。熱海市在住の脚本家・伊藤和典、熱海市出身の音楽家・元ヒカシューの井上誠をはじめ熱海市民の有志が実行委員会を組織。熱海市が登場する怪獣映画を中心に作品上映や関連イベントを開催し、観光誘客など地域活性化への寄与を願う。
現在、熱海には映画館が存在しないため、元東宝系映画館だった熱海国際観光専門学校での作品上映や、起雲閣、熱海芸妓見番歌舞練場でのイベント開催など、市内の施設を会場に利用している。
第1回は2018年11月に開催。クラウドファンディングで開催費用を集め、熱海国際観光専門学校で『ガメラ2 レギオン襲来』を上映した。
翌年、第2回を開催。一般社団法人（代表理事・永田雅之）となり、静岡県文化プログラム事業、熱海市観光まちづくり事業に選定された。映画祭ポスターのメインビジュアルは開田裕治が担当。熱海城が破壊される『キングコング対ゴジラ』、熱海市内で怪獣が暴れる「ウルトラマン」第11話をはじめ、自主製作怪獣映画、怪獣が登場するアニメーション作品など全11作品を上映し、関係者などによるトークセッション、「ゴジラ伝説熱海絶対防衛ライブ」などの関連イベントが行われた。
第3回は2020年11月を予定していたが、新型コロナウイルス感染症の拡大に伴い開催が未定となった。同年7月に動画で「熱海怪獣映画祭の逆襲」を宣言し、新怪獣お絵かきコンクールをメールで募集。11月3日、未定だった第3回を2021年3月12日から14日の日程で、感染予防に配慮した内容で実施すると発表した。

## 上映作品

### 第1回（2018年10月27日開催）
- 『ガメラ2 レギオン襲来』（トーク：伊藤和典、井上誠、樋口真嗣）

### 第2回（2019年11月22日～24日開催）
- 『キングコング対ゴジラ』発声上映（トーク：伊藤和典、井上誠、村瀬継蔵）
- 『宇宙から来た暴れん坊』（ウルトラマン第11話・トーク：伊藤和典、樋口真嗣、田口清隆）
- 『狭霧の國』（トーク：佐藤大介、松本朋大、村瀬継蔵）
- 『猫企画（アニメーション作品）』
- 『深海獣雷牙対溶岩獣王牙』
- 全国自主怪獣映画選手権熱海傑作選（トーク：田口清隆）
- 『巨蟲列島』実写プロモーション映像（トーク：井口昇、石黒達也、福田裕彦）

#### 第2回期間中イベント

##### オープニングシンポジウム[9]
- 会場：起雲閣
- トーク：伊藤和典、井上誠、田口清隆、開田裕治、永田雅之、司会・佐藤利明

##### ゴジラ伝説熱海絶対防衛ライブ[10]（2019年11月23日）
- 会場：熱海芸妓見番歌舞練場
- 出演者：井上 誠／シンセサイザー、ヒカシュー（巻上公一／ボーカル・テルミン、三田超人／ギター、坂出雅海／ベース、清水一登／キーボード、佐藤正治／ドラム）、辰巳小五郎／トランペット、後藤篤 ／トロンボーン、吉田隆一／バリトンサックス、男性合唱・不気味社（下村岳夫、八尋健生）、熱海ゴスペルグループ・SoulWings

##### 応援メニュー[11]（2019年11月1日～30日）
- 映画祭期間中、熱海市内の飲食店が怪獣モチーフのグルメを提供

## 関連イベント

### プレトークイベント[12]（2018年６月30日）
- 会場：熱海芸妓見番歌舞練場
- トーク：伊藤和典、井上誠、長谷川圭一、樋口真嗣
- 熱海国際映画祭に併せ開催

### 熱海さかなまつり（2019年９月29日）
- 会場：熱海魚市場
- 別主催者行事に参加して 『大巨獣ガッパ』上映

### 展示企画『熱海と怪獣』[13]（2019年10月14日～12月4日）
- 会場：三島信用金庫熱海支店ストリートギャラリー
- 熱海怪獣映画祭の紹介、新怪獣お絵かきコンクール入賞作品他展示

### 集まれ！あたみ防衛隊（2019年11月23日）
- 別主催者行事。第2回映画祭に併せ開催